# Filip Aldahan
Filip Aldahan (756 Music, 756 Productions), född 1 mars 1991 i Gottsunda, Uppsala, är en svensk musikproducent och mixare. 
Under hösten 2007 producerade Filip låten Vår Betong tillsammans med Aki (från hiphop-gruppen Labyrint) som kom att bli starten på deras karriär.

## Diskografi, urval (produktion/mixning/mastering)
- 2007 Jacco - Vår Betong (Single) (Universal SWE)
- 2008 Mango - Let It Be Known Vol.1 (EP) (756 Music)
- 2009 Ras Teo - Mystic Morning (Album) (Forward Bound Records)
- 2010 Mango - Ace Of Spades (EP) (756 Music)
- 2012 Mango - Hopes & Dreams (EP) (756 Music)
- 2013 MVNGO - Departure (EP) (756 Music)
- 2013 LöstFolk - HöstFolk (EP) (ÄktaBra Produktioner)
- 2014 LöstFolk - Starka (Single) (Swingkids Productions)
- 2015 Moncho - En Väg (EP) (Swingkids Productions)
- 2015 Muhammed Faal - Halla (Album) (Masa Music)
- 2016 LöstFolk - The Tomtations Show (Album) (Swingkids Productions)
- 2017 Yoel - Vår Rytm (Single)
- 2018 Djoon - Här kommer hon (Single) (Babalife)